# تلمبه مصطفی پورامینائی
تلمبه مصطفی پورامینائی، روستایی از توابع بخش پاریز شهرستان سیرجان در استان کرمان است.

## جمعیت
این روستا در دهستان پاریز قرار دارد و براساس سرشماری مرکز آمار ایران در سال ۱۳۹۵، جمعیت آن ۱۴ نفر (۴ خانوار) بوده‌است.